# Mulhall (Oklahoma)
Mulhall è un comune degli Stati Uniti d'America, situato nello Stato dell'Oklahoma, nella contea di Logan.